# Yayankhu
Yayankhu – gaun wikas samiti we wschodniej części Nepalu w strefie Sagarmatha w dystrykcie Udayapur. Według nepalskiego spisu powszechnego z 2001 roku liczył on 472 gospodarstw domowych i 2575 mieszkańców (1293 kobiet i 1282 mężczyzn).